# Simpang Koje
Simpang Koje is een bestuurslaag in het regentschap Mandailing Natal van de provincie Noord-Sumatra, Indonesië. Simpang Koje telt 2175 inwoners (volkstelling 2010).